# 达尼埃莱·博斯金
达尼埃莱·博斯金（義大利語：Daniele Boschin，20世纪—），意大利男子赛艇运动员。他曾代表意大利参加1982年世界赛艇锦标赛，获得男子轻量级四人单桨无舵手金牌。